# 고모리카미촌
고모리카미촌(일본어: 河守上村)은 일본 교토부 가사군에 설치되었던 촌이다.

## 역사
- 1889년 4월 1일 - 정촌제 시행에 의해 7촌의 구역을 가지고 고모리카미촌이 성립하였다. (당시의 인구는 2576명이였다)
- 1951년 4월 1일 - 고모리정에 편입, 동일 고모리카미촌은 폐지되었다. (폐지당시 인구는 1950년 기준으로 2601명이였다)

## 행정

### 역대촌장
| 대 | 이름         | 취임      | 퇴임       |
| -- | ------------ | --------- | ---------- |
| 1  | 佐藤和助     | 1889年6月 | 1893年1月  |
| 2  | 西垣権左衛門 | 1893年2月 | 1894年8月  |
| 3  | 荒賀信右衛門 | 1894年9月 | 1895年12月 |
| -  | 西垣権左衛門 | 1896年2月 | 1897年3月  |
| -  | 荒賀信右衛門 | 1897年4月 | 1898年4月  |
| -  | 西垣権左衛門 | 1898年5月 | 1901年1月  |
| 4  | 脇田房蔵     | 1901年1月 | 1905年2月  |
| 5  | 岡垣新之助   | 1905年2月 | 1907年2月  |
| 6  | 岡垣憲一     | 1907年3月 | 1910年6月  |
| 7  | 亀井清太郎   | 1910年7月 | 1912年1月  |
| 8  | 荒賀駒造     | 1912年2月 | 1912年12月 |
| 9  | 真下市松     | 1913年1月 | 1917年1月  |
| 10 | 佐藤留太郎   | 1917年2月 | 1929年3月  |
| 11 | 馬谷常四郎   | 1929年3月 | 1932年1月  |
| 12 | 荒賀万之助   | 1932年1月 | 1937年1月  |
| -  | 馬谷常四郎   | 1937年2月 | 1940年2月  |
| 13 | 佐古田正作   | 1940年2月 | 1944年2月  |
| 14 | 佐藤清次     | 1944年2月 | 1947年4月  |
| 15 | 佐古田弥一郎 | 1947年4月 | 1951年3月  |

## 교통
가와모리카미촌에는 철도가 연결되지 않았다. 오에정이 성립후 1988년에 교토 탄고철도 미야후쿠선(宮福線)이 개통되어 니마타역과 오에야마구치나이쿠역이 설치되었다.

## 참고문헌
- 「角川日本地名大辞典」編纂委員会『角川日本地名大辞典 26 京都府 上巻』角川書店、1982年